# Балаж Медьєрі
Балаж Медьєрі (угор. Megyeri Balázs, нар. 31 березня 1990, Будапешт) — угорський футболіст, воротар клубу «Хетафе».

## Клубна кар'єра

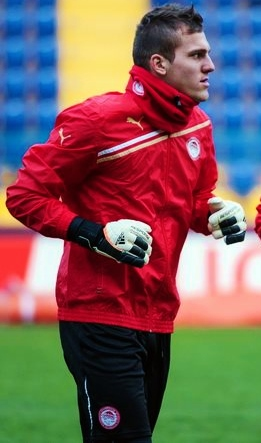
Медьєрі у складі «Олімпіакоса». 2012 рік.

Медьєрі вихованець футбольної академії клубу «Ференцварош». У 2007 році він відбув на річне стажування в англійський «Брістоль Сіті», але потім повернувся на батьківщину. У 2008 році Балаж дебютував за клуб у чемпіонаті Угорщини. У своєму першому сезоні він з'явився лише в трьох матчах, але вже у другому міцно застовпив за собою місце основного голкіпера. Всього за два сезони він взяв участь у 26 матчах чемпіонату.
Влітку 2010 року Медьєрі підписав трирічний контракт з грецьким «Олімпіакосом». 3 квітня 2011 року в матчі проти «Кавали» він дебютував у грецькій Суперлізі. У першому сезоні Балаж зіграв лише в трьох матчах. На початку нового у Урко Пардо закінчилася оренда, а Антоніос Нікополідіс завершив кар'єру, і таким чином основним воротарем став Медьєрі.
У 2012 році в команду прийшов Рой Керролл і Балаж знову сів у запас. У січні 2013 року Медьєрі зміг повернути собі місце в основі і закінчив чемпіонат, але з нового сезону тренер став віддавати перевагу Керроллу, а потім і новачку Роберто. У складі «Олімпіакоса» за п'ять сезонів Медьєрі п'ять разів виграв чемпіонат і тричі завоював Кубок Греції.
Влітку 2015 року контракт Балажа закінчився і він на правах вільного агента перейшов у іспанське «Хетафе», підписавши угоду на три роки. В новій команді став дублером Вісенте Гвайти, тому на поле виходив край рідко.

## Виступи за збірну
У 2009 році у складі молодіжної збірної Угорщини Медьєрі зайняв третє місце на молодіжному чемпіонаті світу у Єгипті. Всього на молодіжному рівні зіграв у 5 офіційних матчах.
16 травня 2012 року Медьєрі був вперше викликаний до національної збірної Угорщини на товариський матч проти збірної Чехії, але на поле Медьєрі так і не вийшов.

## Титули і досягнення
- Чемпіон Греції (5):

«Олімпіакос»:  2010-11, 2011-12, 2012-13, 2013-14, 2014-15
- Володар Кубка Греції (3):

«Олімпіакос»:  2011–12, 2012–13, 2014–15